# James Parrott
James Gibbons Parrott (Baltimore, 2 augustus 1897 – Los Angeles, 10 mei 1939) was een Amerikaanse acteur en filmregisseur; en de jongere broer van filmkomiek Charley Chase.

## Levensloop

### Jeugd
James Parrott werd geboren in Baltimore, Maryland, als zoon van Charles en Blanche Thompson Parrott. In 1903 stierf zijn vader aan een hartaanval, waardoor het gezin in slechte financiële toestand achterbleef, waardoor ze bij een familielid moesten intrekken. Zijn oudere broer Charley junior stopte met zijn schoolopleiding zodat hij kon gaan werken om zijn moeder en jongere broer te onderhouden. Charley verliet op 16-jarige leeftijd het huis om als zanger en komische artiest door het land te reizen.
James werd hierdoor op jonge leeftijd gedwongen zijn school te verlaten om ook geld te verdienen om het gezin te onderhouden. Zijn eerste baan was als loopjongen op 10-jarige leeftijd. Twee jaar later was hij chauffeur van een paardenkoets. Later werd hij door zijn oudere broer Charley binnengehaald bij Fox Film om te werken op de rekwisieten-afdeling, terwijl Charley daar werkte als regisseur.
Later hielpen zijn broers connecties in de filmindustrie James zich ook in films te vestigen, en hij zou in de jaren twintig verschijnen in een reeks relatief succesvolle komedies voor producer Hal Roach. Hij werd eerst aangekondigd als "Paul Parrott", daarna "Jimmie Parrott". Ongeveer 75 komedies werden geproduceerd van 1921 tot 1923, en bleven in roulatie tot 1926. Frequente co-sterren waren onder meer Marie Mosquini, Jobyna Ralston, Eddie Baker en Sunshine Sammy.
Parrott ging zich vanaf eind jaren '20 toeleggen op het regisseren van film bij Roach. Hij regisseerde voornamelijk de komedies die bij de Hal Roach studios werden geproduceerd. Hij specialiseerde zich in het regisseren van twee rollen voor o.a. films van zijn broer (die toen ook voor Roach als komisch acteur werkte), de Our Gang-komedies en Todd and Kelly. De meeste films in zijn carrière regisseerde hij voor het komische duo Laurel en Hardy, waaronder de klassiekers Helpmates en The Music Box. De laatste won in 1932 een Oscar voor beste  korte film.

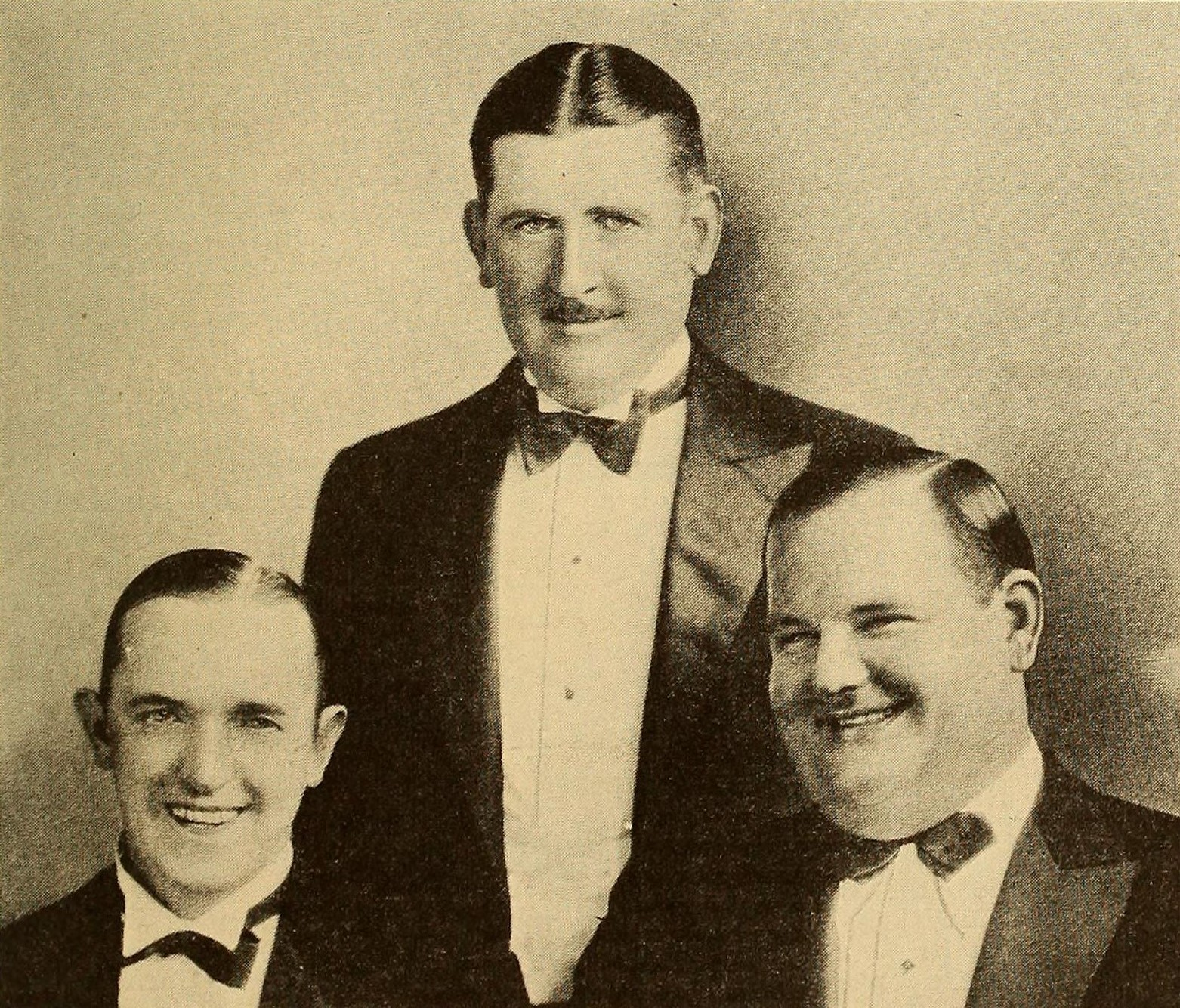
Met de klok mee van boven: Parrott, Oliver Hardy en Stan Laurel, ca. 1930

### Laatste jaren
In de jaren dertig had Parrott ernstige drank- en drugsproblemen  en hoewel hij nog steeds in staat was om kwaliteitsfilms te regisseren, had hij een reputatie als onbetrouwbaar opgebouwd. Halverwege de jaren dertig werd zijn werk vlekkerig: Stan Laurel gebruikte hem toen nog maar sporadisch om bij te dragen aan grappen voor de Laurel- en Hardy-film. In 1934 zou hij nog een Our Gang-film regisseren, en enkele films in de Thelma Todd and  Patsy Kelly-serie. In 1936 was de situatie onhoudbaar geworden en werd hij door Hal Roach ontslagen.
Na 1937 accepteerde Parrott alle banen die op zijn pad kwamen. Er kon niet langer op hem worden gerekend als regisseur of schrijver, en hij vertrouwde op zijn broer om hem financieel te steunen. Er was een kort huwelijk met Ruby Ellen McCoy in 1937, maar naarmate zijn verschillende verslavingen toenamen, nam ook zijn gemoedstoestand toe.

### Overlijden
Parrott stierf op 41-jarige leeftijd aan hartfalen op 10 mei 1939. De hartfalen waren een direct gevolg op zijn jarenlang misbruik van drank en drugs. Hij werd begraven in Glendale's Forest Lawn Memorial Park, dezelfde begraafplaats waar zijn broer, Charley Chase, rust. 

## Trivia
- De dood van Parrott op 41-jarige leeftijd werd toegeschreven aan een hartaanval, maar voormalige medewerkers van Hal Roach beweerden dat hij zelfmoord had gepleegd.
- Zijn broer had geweigerd hem na het ontslag door Roach financieel te helpen totdat hij zijn leven weer op de rit had. Chase, zelf geplaagd door depressies, voelde zich schuldig over het tragische einde van zijn broer en dronk zichzelf een jaar later dood.